# Marjorie, Countess of Carrick
Marjorie, Countess of Carrick (* vor 1256; † 1292) war eine schottische Adlige. Sie war die Mutter des schottischen Königs Robert I. (Robert the Bruce).

## Leben, Familie und Nachkommen
Marjorie war das einzige Kind von Niall, Earl of Carrick und dessen Frau Margaret Stewart, Tochter des Walter Fitzalan. Nach dem Tod ihres Vaters 1256 war sie als Countess of Carrick Erbin von Carrick in South Ayrshire.
In erster Ehe heiratete sie spätestens 1266 Adam of Kilconquhar, der möglicherweise ein Nachfahre eines jüngeren Sohns von Duncan, 3. Earl of Fife war und Besitzungen in Fife besaß. Er starb während des Siebten Kreuzzugs 1271 in Akkon. Mit ihm hatte sie mindestens eine Tochter, deren Name nicht bekannt ist und die den Baron Thomas Randolph aus Stichill heiratete.
1272 heiratete Marjorie Robert de Brus, Laird of Annandale, der durch die Ehe (de iure uxoris) Earl of Carrick wurde. Mit Robert hatte sie mindestens zehn Kinder:
- Robert the Bruce (1274–1329), 1292 Earl of Carrick, 1306 König von Schottland
- Edward Bruce (1276–1318), 1314 Earl of Carrick, 1316 Hochkönig von Irland
- Sir Thomas Bruce († 1307)
- Alexander Bruce († 1307)
- Neil Bruce († 1306)
- Christian Bruce († 1356), ⚭ (1) Gartnait, 7. Earl of Mar, ⚭ (2) Sir Christopher Seton of that Ilk, ⚭ (3) Sir Andrew Moray of Bothwell
- Mary Bruce(† um 1323), ⚭ (1) Sir Niall Campbell of Lochow, ⚭ (2) Sir Alexander Fraser of Touchfraser and Cowie († um 1323)
- Isabella Bruce (um 1275–1358), ⚭ König Erik II. von Norwegen
- Maud Bruce († vor 1329), ⚭ Aodh, 4. Earl of Ross
- Margaret Bruce, ⚭ Sir William de Carlyle

Marjorie starb 1292. Im November 1292 verzichtete ihr Mann auf den Titel Earl of Carrick, der darauf an seinen ältesten Sohn Robert fiel. Dieser erhob sich 1306 zum König der Schotten.